# 朱珍珍
朱珍珍（1989年8月15日—），中国女子轮椅网球运动员。
朱珍珍在两岁时感染了骨髓炎。她于2005年（16岁）开始打轮椅网球。
在2020年澳大利亚网球公开赛上，她成为第一位参加大满贯的中国轮椅网球运动员，在那里她击败了卫冕冠军、世界排名第一的迪德·德格罗特，进入单打半决赛。在2023年澳大利亚网球公开赛，她与日本选手上地结衣搭档获得女子双打亚军，这是她在大满贯取得的最好成绩，也是中国轮椅网球队在大满贯创造的最好成绩。